# Abitain
Abitain – miejscowość i gmina we Francji, w regionie Nowa Akwitania, w departamencie Pireneje Atlantyckie.
Według danych na rok 1990 gminę zamieszkiwało 126 osób, a gęstość zaludnienia wynosiła 19 osób/km² (wśród 2290 gmin Akwitanii Abitain plasuje się na 1050. miejscu pod względem liczby ludności, natomiast pod względem powierzchni na miejscu 1308.).
| 1901 | 1962 | 1968 | 1975 | 1982 | 1990 | 1999 |
| ---- | ---- | ---- | ---- | ---- | ---- | ---- |
| 296  | 172  | 158  | 143  | 138  | 126  | 107  |